# Vedran Golec
Vedran Golec (30 giugno 1989) è un taekwondoka croato.

## Palmarès
- Europei

Baku 2014: bronzo negli 87 kg.
- Giochi europei

Baku 2015: argento negli 80 kg.